# Phillip Island (Victoria)
Phillip Island è un'isola situata a sud-est di Melbourne, nello stato di Victoria, in Australia. Appartiene alla contea di Bass Coast. L'isola chiude l'ingresso alla Western Port Bay, insenatura che si apre nella parte settentrionale dello stretto di Bass.
Al censimento del 2011 la popolazione dell'isola era di 9 406 abitanti. Un ponte di cemento di 640 m (originariamente di legno) collega il centro abitato di Newhaven alla città di San Remo sulla terraferma. Altri centri abitati dell'isola sono: Cape Woolamai, Cowes, Rhyll, Silverleaves, Smiths Beach, Summerlands, Sunderland Bay, Surf Beach, Ventnor e Wimbledon Heights.
Sull'isola si trova il circuito di Phillip Island per competizioni motociclistiche e automobilistiche dove si disputa il Gran Premio motociclistico d'Australia.

## Geografia
L'isola, lunga 26 km e larga 9, ha una superficie di circa 100 km² e uno sviluppo costiero di 97 km. Si trova a sud-ovest di French Island.
Isole adiacenti:
- Seal Rocks, gruppo di scogli che si trova all'estremità occidentale dell'isola.
- Churchill Island, piccola isola a nord ovest dell'abitato di Newhaven collegata a Phillip Island da un ponte; ha una superficie di 0,57 km²[1].

### Fauna
Le coste meridionali e occidentali dell'isola si trovano all'interno della Phillip Island Important Bird Area, così identificata da BirdLife International per la sua importanza nel supportare colonie di pinguino minore blu, berta codacorta, corriere dal cappuccio e gabbiano del Pacifico
Seal Rocks, all'estremità occidentale dell'isola, ospita la seconda più grande colonia mondiale di otaria orsina del Capo. Negli ultimi anni, oltre alla popolazione locale endemica di delfini Burrunan e di orche, stanno iniziando a mostrare recuperi nella zona la balena franca australe e la megattera.

## Storia
In epoca pre-coloniale l'isola era abitata dal popolo Bunurong (o Boonwurrung).
L'esploratore George Bass, arrivato da Sydney il 5 gennaio 1798, diede all'isola il nome di Arthur Phillip, primo governatore del Nuovo Galles del Sud. Secondo i resoconti dell'esplorazione del 1798 di George Bass e Matthew Flinders, l'area era frequentata da cacciatori di foche provenienti dalla Terra di Van Diemen.
L'isola fu visitata nel 1800 e 1801 dall'esploratore James Grant della Royal Navy a bordo della Lady Nelson, il quale fece costruire un cottage sull'isoletta adiacente a nord-est (Churchill Island) e fece seminare grano e mais fornitigli dall'amico John Churchill, cui intitolò la piccola isola.